# Bassingbourn cum Kneesworth
Bassingbourn cum Kneesworth är en civil parish i Storbritannien.   Den ligger i distriktet South Cambridgeshire i grevskapet Cambridgeshire i riksdelen England, i den sydöstra delen av landet, 60 km norr om huvudstaden London.